# 2015年至2016年度香港政府財政預算案
《2015年至2016年度香港政府財政預算案》，是財政司司長曾俊華於2015年2月25日在立法會綜合大樓發表的香港政府財政預算案。

## 內容

### 經濟預測
- 預計全年本地生產總值增長1-3%
- 預計整體通脹率為3.5%
- 預計基本通脹率為3%

### 政府開支
- 預計2015年至2016年的總開支為4,408億港元，比較2014年至2015年度預算增加11%，經常性開支為3,246億港元，上升6%,；預計總收入為4,776億港元。

### 支援受佔領行動影響的行業
- 豁免1,800間旅行社半年的牌照費用
- 豁免2,000間酒店和旅館半年的牌照費用
- 豁免260,00間食肆、小販和持有受限制食物售賣許可證商戶半年的牌照費用
- 豁免的士、小型巴士、巴士、貨車、拖車和特別用途車輛一年內一次因續牌所需的車輛檢驗費用

### 紓緩措施
- 推出6項涉及340億港元的紓緩措施，以減輕市民負擔、刺激消費、穩定經濟和保障就業
- 寬免75%薪俸稅、個人入息課稅和利得稅上限期20,000元
- 寬免首兩季的差餉，每戶每季2,500元為上限
- 向領取綜合社會保障援助計劃、高齡津貼、長者生活津貼和傷殘津貼人士發放額外兩個月津貼
- 為房屋委員會和香港房屋協會旗下的公共房屋單位住戶代繳一個月租金，不適用於須向房屋委員會繳交額外租金的租戶，以及房協乙類出租屋邨內的非長者住戶。
- 增加子女免稅額至100,000元

### 經濟多元發展
培育初創生態
- 香港科技園公司預留5,000萬元設立科技企業投資基金以配對形式，與私人資金共同投資初創企業。
- 香港按揭證券有限公司擴大優化《小型貸款計劃》
- 成立督導小組研究金融科技

發展創意產業
- 再向《創意智優計劃》注資4億元
- 投放5億元推廣香港時裝設計師和品牌
- 再向電影發展基金注資2億元
- 撥款3億元推行「藝術發展配對資助試驗計劃」，為合資格的本地藝術團體所籌得的私人捐款和贊助提供配對資助

推動社會企業
- 預留1.5億元，開展新一階段的《伙伴倡自強》計劃，讓更多社企受惠，並鼓勵商界更廣泛參與社企發展。

### 擴大優勢
- 把握「一帶一路」機遇，開拓新市場

增建旅遊設施
- 研究在沙中線會展站上蓋興建會議中心
- 展開香港迪士尼樂園度假區第二期計劃的商討
- 推出啟德郵輪碼頭旁的酒店用地
- 研究引入外地流行的美食車

提升工商及專業服務
- 推進香港與廣東服務貿易自由化
- 預留2,300萬元，向中小企提供知識產權諮詢服務和人才培訓等支援

強化金融中心
- 商討啟動深港通和優化滬港通的安排
- 為吸引跨國和內地企業在香港成立企業財資中心，將會修訂《稅務條例》，企業財資中心的相關利息支出在計算利得稅時可獲扣免
- 再發行一次不多於100億港元的通脹掛鈎債券（iBond）

鞏固物流業樞紐
- 支持發展第三條機場跑道
- 推動電子商貿發展及探討電子信用證的可行性

### 人才實力
- 提供1億元支持建造業議會培訓更多熟練工人
- 撥款1億元推行為期3年的先導計劃，培育財富管理與保險專才，包括中台及後勤人員
- 資助每屆1,000名學生修讀選定的自資學士學位課程，培育切合本港需要的人才，涉及9.6億元
- 增加政府部門的短期實習名額至3,000個，提供250個東盟國家實習暑期實習名額，讓更多青年人獲得實習機會
- 增撥2.05億元，支援更多青年人到內地交流和實習

### 可持續發展
- 寬減低硫燃料遠洋船停泊時的港口設施和燈標一半費用，延長至2018年3月底
- 投放1.5億元延長《清潔生產伙伴計劃》5年，協助本港和廣東的港資工廠減排和節能
- 分階段展開將軍澳海水化淡廠和相關基礎設施的設計工作
- 逐步建立智管網，在供水管網安裝感應器，監察管網狀況

### 土地房屋
- 成立房屋儲備金，配合落實未來十年公營房屋供應目標
- 推出29幅住宅用地，可供興建16,000個單位
- 香港按揭證券有限公司將會研究推出《補價貸款擔保計劃》，協助居屋業主補地價，增加居屋流轉
- 推出4幅商業／商貿用地，可供興建萬18萬平方米樓面面積以及500個房間

### 人口老化
鼓勵加入職場
- 投放1.3億元加強託兒服務，支援婦女兼顧家庭和工作
- 擴展中年就業計劃在職培訓津貼的涵蓋範圍，鼓勵僱主聘用年長人士擔任兼職工作
- 預留2.2億元延續《自力更生綜合就業援助計劃》，為期兩年

改善退休保障
- 預留500億元改善有需要長者的退休保障，支援醫療改革

提升衛生服務
- 增加2,800張病牀，工程開支預計達810億元
- 推行公私營協作計劃

### 公共財政
- 推行「0-1-1」計劃，在未來3個年度內共節省2%的經營開支
- 適當時間再次審視擴闊稅基的可行性，包括探討開徵商品及服務稅的可行性
- 設立未來基金，作為長線投資，爭取更高回報

## 後續
2015年4月15日至16日，立法會一連兩日討論《2015年至2016年度香港政府財政預算案》，於同月22日開始進行二讀表決及審議由立法會議員所提出的修訂。立法會秘書處表示，在截止前合共收到3,904項修訂，全部來自泛民主派，其中96%來自社會民主連線和人民力量，而最終能否全數提上大會處理，則有待立法會主席曾鈺成審批。

## 外部連結
- 2015年至2016年度香港政府財政預算案網頁（页面存档备份，存于）